# 須田トンネル

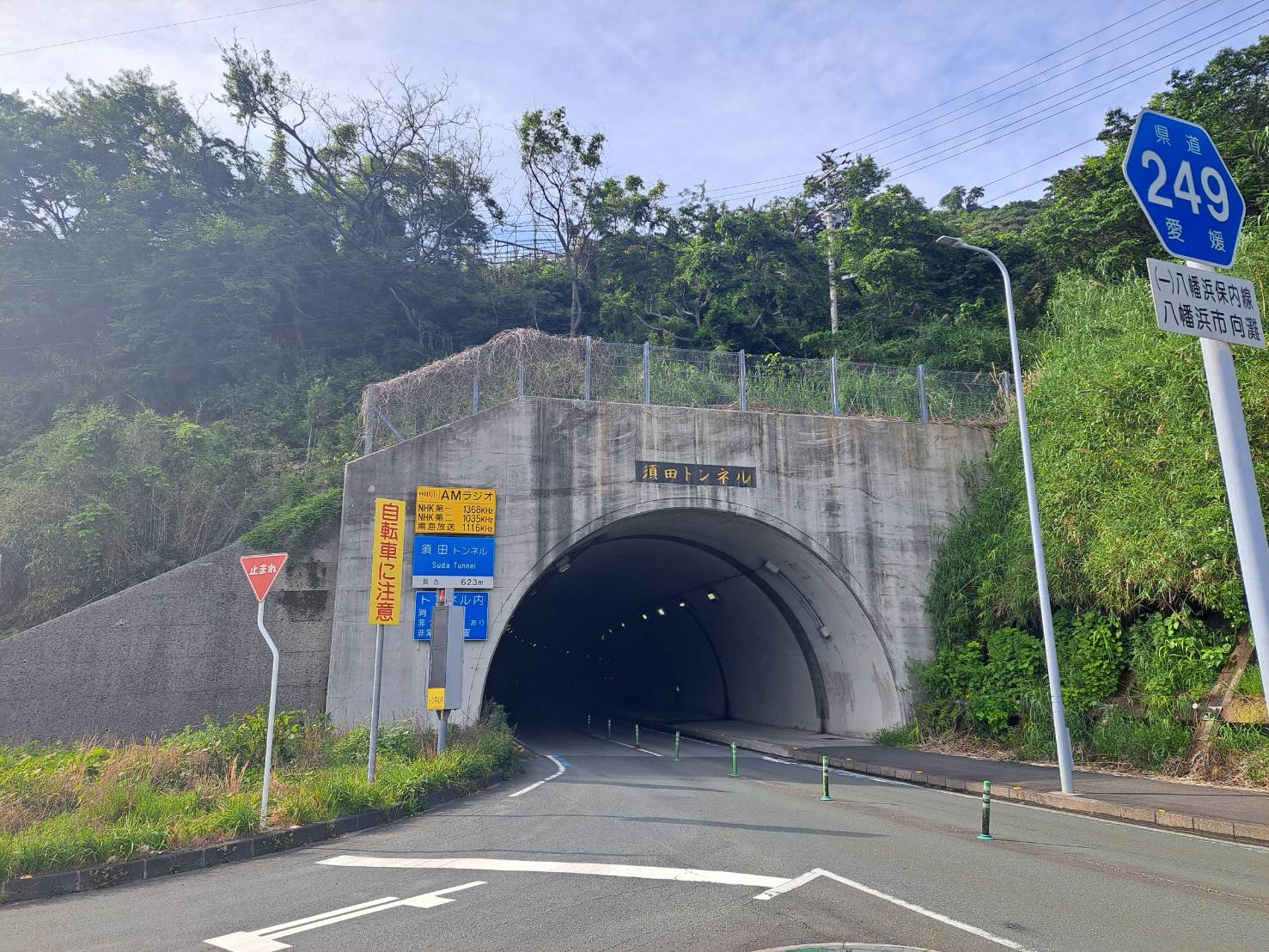
須田トンネル（2025年5月）

須田トンネル（すだトンネル）は、愛媛県道249号八幡浜保内線上にある全長623mのトンネルで、愛媛県八幡浜市向灘と同市保内町川之石（竣工当時は西宇和郡保内町川之石）を結ぶ。2001年3月28日竣工。
トンネル建設の際に行われた大規模な丸投げが発覚したため、俗に「丸投げトンネル」とも呼ばれる。

## 丸投げ
同トンネルの工事に際し、一般競争入札の結果17億円で落札した堀田建設（本社・八幡浜市）は発注者である愛媛県に変更届を出さないまま西田興産（本社・大洲市）に14億円で「丸投げ」、西田興産はさらに若築建設に11億円で丸投げした。談合をはじめとする入札の形骸化、公共事業のずさんな執行ぶりや元請－下請け－孫請けの関係が明るみに出た。公共工事に関する3億円ものサヤ抜きであり、世間の耳目を集めた。なお、下請けの西田興産は西田司代議士（元自治大臣）が実質的なオーナーの地場有力建設会社である。
この結果、入札方法の改善や一定以上の下請の際の届出・承認制度など再発防止措置が強化されるなど、一定の意義はあった。